# Delias kristianiae
Delias kristianiae is een vlindersoort uit de familie van de Pieridae (witjes), onderfamilie Pierinae.
De spanwijdte van deze vlinder is ongeveer 50 millimeter.
Delias kristianiae werd in 2006 beschreven door van Mastrigt. De soort is vernoemd naar Kristiani Herawati, vrouw van de president Susilo Bambang Yudhoyono van Indonesië. In 2007 verschenen postzegels met afbeeldingen van deze soort in Indonesië.
De soort komt voor in Papoea-Nieuw-Guinea in de Foja-gebergte en lijkt sterk op Delias pratti.